# Stenhypena
Stenhypena is een geslacht van vlinders van de familie spinneruilen (Erebidae), uit de onderfamilie Hypeninae.

## Soorten
- S. adustalis Hampson, 1893
- S. borbonica Guillermet, 2005
- S. costalis Wileman & South, 1916
- S. maculifera Joannis, 1929
- S. megaproctis Hampson